# Diego Coppola
Diego Coppola (Bussolengo, 28 december 2003) is een Italiaans-Nederlands voetballer die doorgaans speelt als centrale verdediger. In juli 2025 verruilde hij Hellas Verona voor Brighton & Hove Albion. Coppola maakte in 2025 zijn debuut in het Italiaans voetbalelftal.

## Clubcarrière
Coppola, geboren als zoon van een Italiaanse vader en Nederlandse moeder, speelde in de jeugdopleiding van Hellas Verona en maakte later ook zijn debuut in het eerste elftal. Dat gebeurde op 15 december 2021, toen hij van coach Igor Tudor in de Coppa Italia de hele wedstrijd mocht meespelen tegen Empoli, dat met 3–4 te sterk was. Zijn eerste optreden in de Serie A volgde op 16 januari 2022, op bezoek bij US Sassuolo. Door een doelpunt van Gianluca Caprari, drie van Antonín Barák en tegentreffers van Gianluca Scamacca en Grégoire Defrel won Hellas met 2–4. Coppola begon op de reservebank en mocht in de eenentachtigste minuut invallen voor Federico Ceccherini. Hij beëindigde zijn eerste seizoen in het eerste elftal met vijf officiële optredens.
Na afloop van zijn debuutseizoen tekende de centrumverdediger een nieuw contract bij de club, tot medio 2027. De jaargang erna leverde twintig competitiewedstrijden op, waarna Coppola in het seizoen 2023/24 een belangrijkere rol ging spelen in het eerste elftal. Hij kwam ook voor het eerst tot scoren, op 4 februari 2024. Op die dag opende hij op aangeven van Tomáš Suslov de score op bezoek bij Napoli, dat door een eigen doelpunt van Paweł Dawidowicz en een treffer van Chvitsja Kvaratschelia alsnog met 2–1 wist te winnen.
Voorafgaand aan het seizoen 2025/26 maakte Coppola voor een bedrag van circa elf miljoen euro de overstap naar Brighton & Hove Albion. Bij de Engelse club zette hij zijn handtekening onder een verbintenis voor de duur van vijf seizoenen.

## Clubstatistieken
| Seizoen | Club                   | Competitie     | Competitie | Competitie | Beker | Beker | Internationaal | Internationaal | Totaal | Totaal |
| Seizoen | Club                   | Competitie     | Wed.       | Dlp.       | Wed.  | Dlp.  | Wed.           | Dlp.           | Wed.   | Dlp.   |
| ------- | ---------------------- | -------------- | ---------- | ---------- | ----- | ----- | -------------- | -------------- | ------ | ------ |
| 2021/22 | Hellas Verona          | Serie A        | 4          | 0          | 1     | 0     | —              | —              | 5      | 0      |
| 2022/23 | Hellas Verona          | Serie A        | 19         | 0          | 0     | 0     | —              | —              | 19     | 0      |
| 2023/24 | Hellas Verona          | Serie A        | 24         | 2          | 2     | 0     | —              | —              | 26     | 2      |
| 2024/25 | Hellas Verona          | Serie A        | 34         | 2          | 1     | 0     | —              | —              | 35     | 2      |
| 2025/26 | Brighton & Hove Albion | Premier League | 0          | 0          | 0     | 0     | —              | —              | 0      | 0      |
| Totaal  | Totaal                 | Totaal         | 81         | 4          | 4     | 0     | 0              | 0              | 85     | 4      |

Bijgewerkt op 1 juli 2025.

## Interlandcarrière
Coppola maakte zijn debuut in het Italiaans voetbalelftal op 6 juni 2025, toen een kwalificatiewedstrijd voor het WK 2026 gespeeld werd tegen Noorwegen. Door doelpunten van Alexander Sørloth, Antonio Nusa en Erling Braut Haaland ging het duel met 3–0 verloren. Coppola mocht van bondscoach Luciano Spalletti in de basisopstelling beginnen en hij speelde het gehele duel mee.
| Interlands van Diego Coppola voor Italië | Interlands van Diego Coppola voor Italië | Interlands van Diego Coppola voor Italië | Interlands van Diego Coppola voor Italië | Interlands van Diego Coppola voor Italië | Interlands van Diego Coppola voor Italië |
| №                                        | Datum                                    | Wedstrijd                                | Uitslag                                  | Competitie                               | Goals                                    |
| Als speler bij Hellas Verona             | Als speler bij Hellas Verona             | Als speler bij Hellas Verona             | Als speler bij Hellas Verona             | Als speler bij Hellas Verona             | Als speler bij Hellas Verona             |
| ---------------------------------------- | ---------------------------------------- | ---------------------------------------- | ---------------------------------------- | ---------------------------------------- | ---------------------------------------- |
| 1                                        | 6 juni 2025                              | Noorwegen – Italië                       | 3 – 0                                    | WK 2026 kwalificatie                     |                                          |
| 2                                        | 9 juni 2025                              | Italië – Moldavië                        | 2 – 0                                    | WK 2026 kwalificatie                     |                                          |

Bijgewerkt op 1 juli 2025.